# اوله ایورسن
اوله ایورسن (نروژی: Ole Iversen؛ ۲۱ فوریهٔ ۱۸۸۴ – ۹ مارس ۱۹۵۳) ژیمناست هنری اهل نروژ بود.
وی در مسابقات کشوری و بین‌المللی در مجموع برندهٔ ۱ مدال نقره شده‌است.